# École normale de Mont-de-Marsan
L'école normale de Mont-de-Marsan est un établissement d'enseignement supérieur situé 367, rue de Saint-Pierre à Mont-de-Marsan, dans le département français des Landes. Initialement voué à la formation des institutrices, il est de nos jours un IUFM formant les professeurs des écoles. 

## Présentation
En 1833, la loi Guizot instaure l'existence des écoles normales primaires. Dans le département des Landes, celle des garçons est aussitôt construite à Dax et ouvre en 1834. Concernant les filles, il faut attendre 1886 pour qu'un établissement similaire soit édifié, à Mont-de-Marsan, sur la rue de Saint-Pierre

### Historique
XIXe siècle
La Préfecture des Landes lance un le 10 janvier 1883 un concours pour la construction de l'établissement et le 10 novembre 1885, il est procédé à l'adjudication de fourniture du mobilier scolaire. Des malfaçons dans la construction gênent le fonctionnement dans les premières années : le corridor d'entrée s’effondre, les salles-de-bain fonctionnent mal et deviennent un foyer d'infections, le mobilier inadapté doit être rapidement changé.

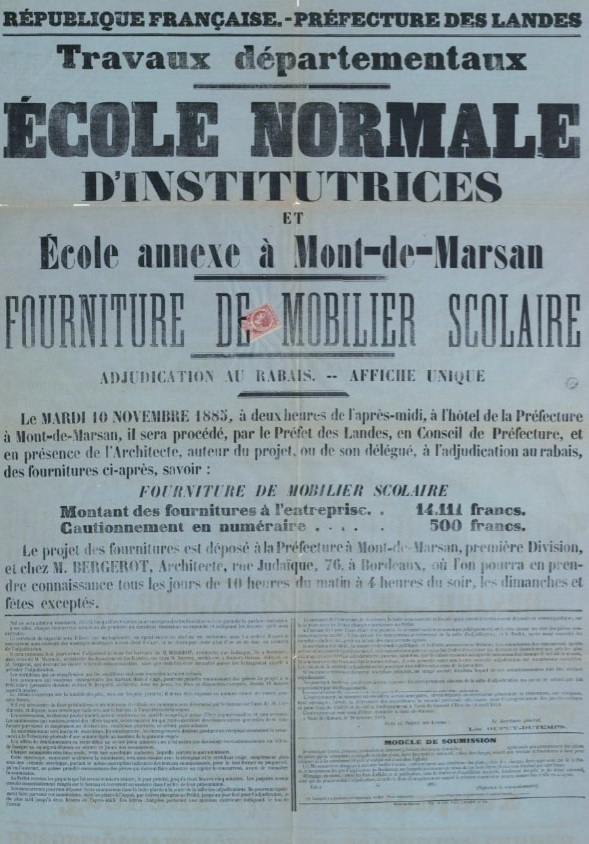
Affiche d'adjudication de fourniture de mobilier pour l'école normale de Mont-de-Marsan (1885)

XXe siècle
En septembre 1914, au début de la Première Guerre mondiale, l'école normale d'institutrices est réquisitionnée et devient une annexe de l'hôpital, réservée aux officiers allemands blessés faits prisonniers. 
Au début de l'Occupation de la ville le 27 juin 1940, l'école normale est réquisitionnée, comme d'autres établissements scolaires (lycée Victor-Duruy, école de Saint-Jean-d'Août, ancien pensionnat de jeunes filles de la rue Général-Lasserre) et sert de cantonnement aux soldats allemands. La libération de Mont-de-Marsan a lieu le 21 août 1944 avec la bataille du pont de Bats.
Après-guerre, d'importants travaux de rénovation et d'agrandissements sont réalisés, avec la construction des ailes ouest et est. En 1975, l'École normale d'instituteurs de Dax ferme et un regroupement est fait à Mont-de-Marsan. L'école devient ainsi l'école normale d'instituteurs et d'institutrices. À partir du 1er septembre 1990, elle devient l'Institut universitaire de formation des maîtres (IUFM).

### Enseignement
L'École normale de Mont-de-Marsan ouvre en octobre 1886 alors que les locaux ne sont pas complètement aménagés. Elle reçoit des élèves admises au concours d'entrée de l'école normale. Elles sont alors âgées de 16 ou 17 ans mais des dispenses peuvent être accordées. Le concours comprend un écrit et un oral ainsi qu'un examen médical. Les élèves sélectionnées reçoivent un enseignement sur trois ou quatre années scolaires (selon les époques) relativement complet : psychologie, horticulture, mathématiques, morale, etc. Les filles ne pratiquent pas de sport. À l'issue du cursus, les élèves passent le Concours de fin d'études normales.
Les élèvent enseignantes organisent une fête annuelle à partir de 1896 et éditent leur propre journal : l'Alouette.

## Galerie

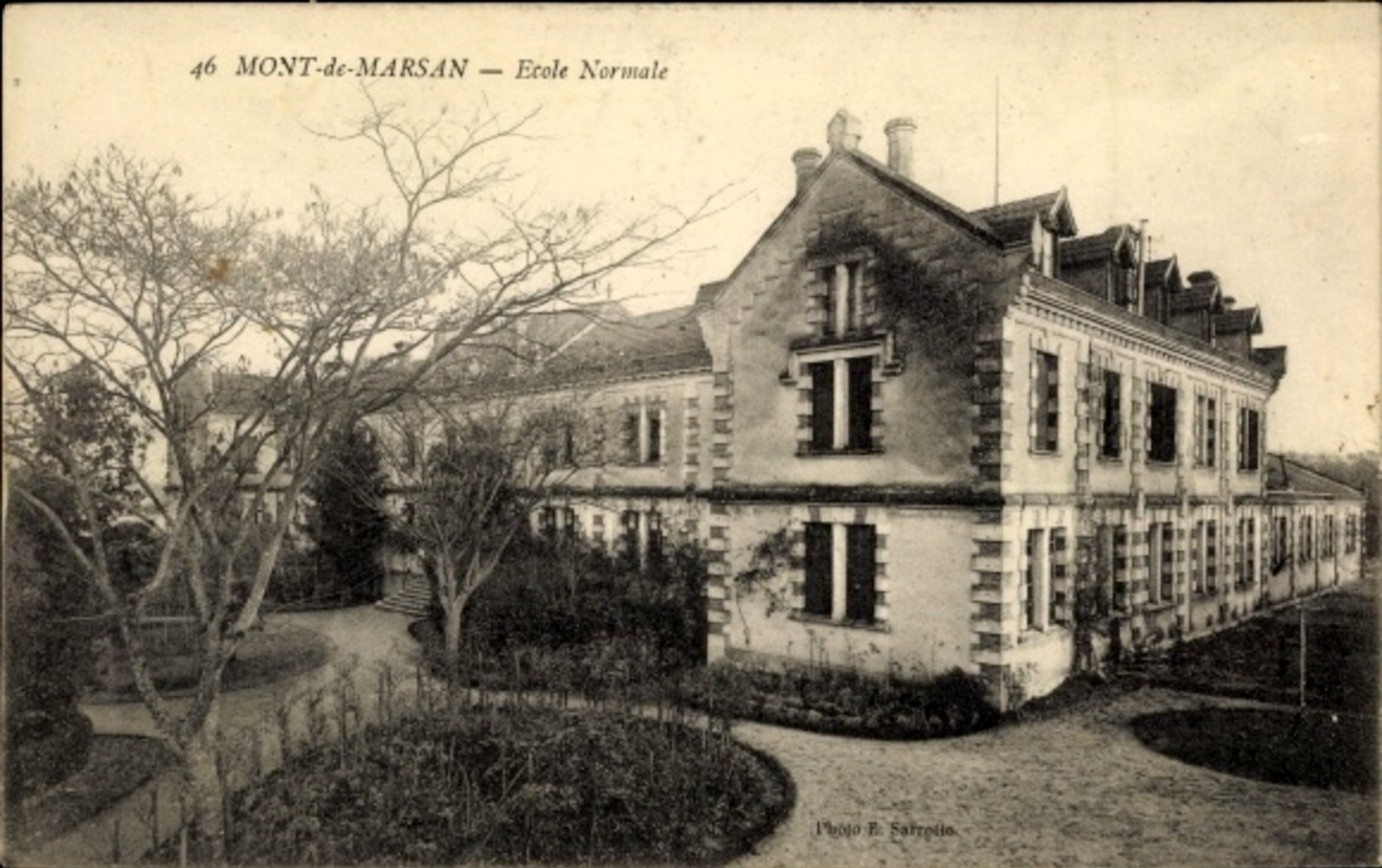
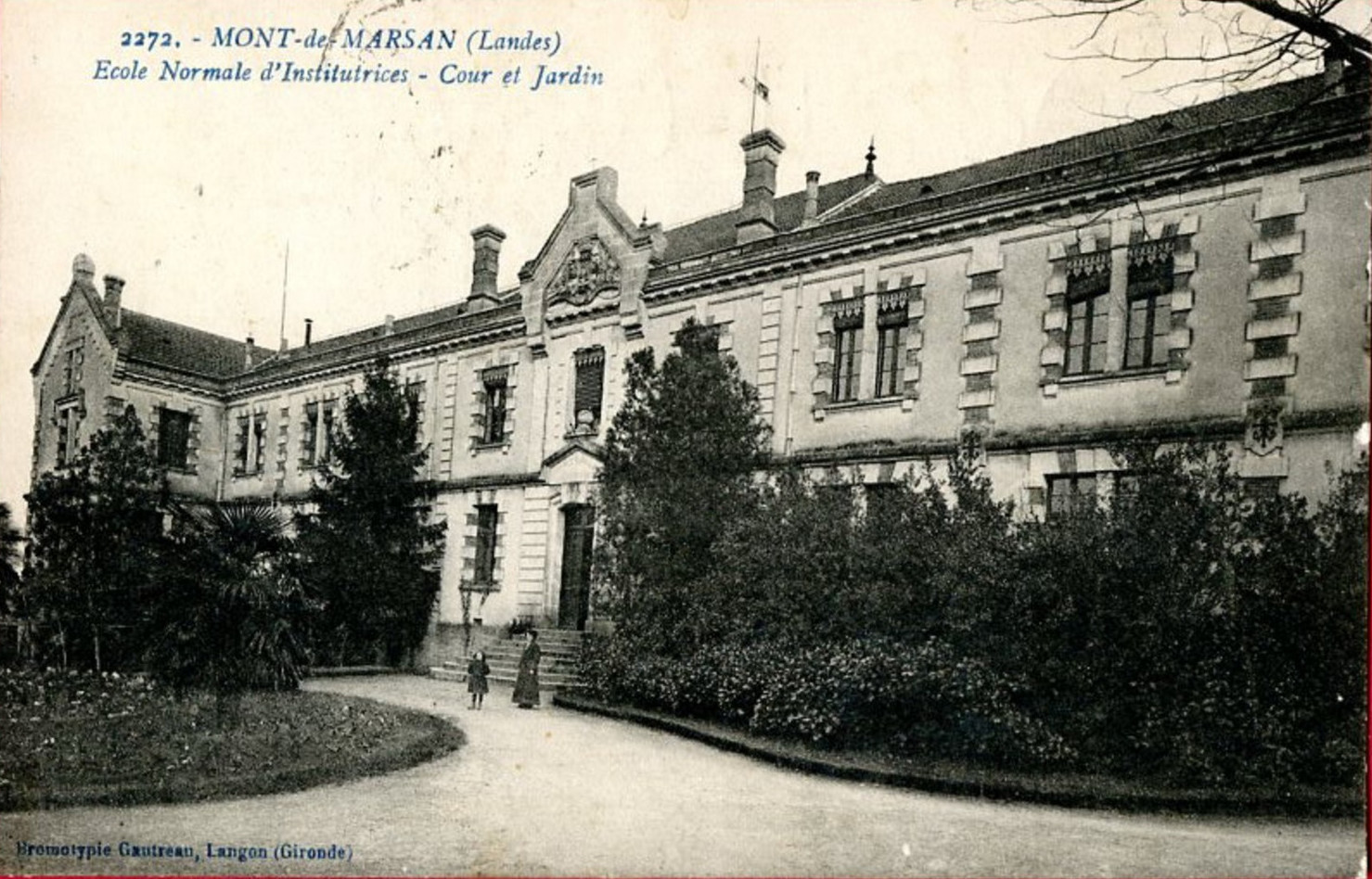